# Indianapolis
Indianapolis je hlavní a největší město Indiany, státu USA. Žije zde přibližně 888 tisíc obyvatel, což z Indianapolis dělá 14. největší město USA a po Chicagu a Detroitu třetí největší město středozápadu.

## Historie
Město bylo založeno 6. ledna 1821, aby nahradilo Corydon jako metropoli státu Indiana. Bylo postaveno na pozemku na břehu White River, který vláda vykoupila od domorodých Lenapů, projektovali je Alexander Ralston a Elias Pym Fordham. Roku 1847 získalo Indianapolis městská práva. Rozvoj města na počátku dvacátého století je spojen převážně s výrobou automobilů, např. Duesenberg nebo Stutz Motor Company. 

## Hospodářství
Město je dopravním a obchodním centrem s areálem státních veletrhů. Dominuje zde strojírenský, chemický a potravinářský průmysl. Mezinárodní letiště Indianapolis získalo jedenáctkrát po sobě cenu pro nejlepší letiště Severní Ameriky. Nejvyšší budovou ve městě je Salesforce Tower s výškou 214 m. Tři firmy z Indianapolis jsou na žebříčku Fortune 500: Elevance Health, Eli Lilly and Company a Corteva. Sídlí zde Indiana University–Purdue University Indianapolis se třiceti tisíci studenty. Významnou kulturní institucí je Indianapolis Museum of Art, založené v roce 1883. 

## Turistika
Významnými památkami jsou Kapitol, válečný památník a rozsáhlé katakomby pod bývalou tržnicí. Nachází se zde také největší dětské muzeum na světě. Hlavní odpočinkovou zónou je Eagle Creek Park s rozlohou 16 km².

## Demografie
Podle sčítání lidu z roku 2010 zde žilo 820 445 obyvatel.

### Rasové složení
- 61,8 % bílí Američané
- 27,5 % Afroameričané
- 0,3 % američtí indiáni
- 2,1 % asijští Američané
- 0,0 % pacifičtí ostrované
- 5,5 % jiná rasa
- 2,8 % dvě nebo více ras

Obyvatelé hispánského nebo latinskoamerického původu, bez ohledu na rasu, tvořili 9,4 % populace.

## Sport
Město hostí každý rok slavný automobilový závod 500 mil Indianapolis. V roce 1987 se zde konaly Panamerické hry.
Z hlavních amerických lig se v Indianapolis hraje NFL (americký fotbal – Indianapolis Colts) a NBA (basketbal – Indiana Pacers).
Tým Indianapolis Colts byl oficiálně založen v Baltimoru v roce 1953. Během působení v Baltimoru vyhráli Colts čtyři tituly NFL: tři šampionáty v letech 1958, 1959 a 1968 (v tomto roce následně podlehli v Super Bowlu New York Jets), a Super Bowl v roce 1970. Po přestěhování do Indianapolis zvítězili v Super Bowlu XLI nad Chicagem Bears a prohráli v Super Bowlu XLIV s New Orleans Saints.
Tým Indiana Pacers byl založen roku 1967. Za své působení v NBA dokázali Pacers jednou vyhrát play-off své konference (v roce 2000), ale ve finále následně podlehli Los Angeles Lakers.

## Slavní rodáci
- Kurt Vonnegut (1922–2007), americký spisovatel[7]
- Wes Montgomery (1923–1968), americký jazzový kytarista[8]
- Philip Warren Anderson (1923–2020), americký fyzik, držitel Nobelovy ceny za fyziku za rok 1977[9]
- Michael Graves (1934–2015), americký architekt, představitel americké postmodernistické architektury[10]
- Freddie Hubbard (1938–2008), americký jazzový trumpetista[11]
- Dan Quayle (* 1947), americký republikánský politik, senátor za stát Indiana a 44. viceprezident USA[12]
- David Letterman (* 1947), americký komik a moderátor talk show[13]
- Mark Warner (* 1954), americký politik, úřadující senátor za stát Virginie[14]
- David Wolf (* 1956), americký lékař a astronaut NASA[15]
- Babyface (* 1959), americký zpěvák, hudební skladatel a producent[16]
- Doug Jones (* 1960), americký herec[17]
- Ryan Murphy (* 1965), americký scenárista, filmový režisér a producent[18]
- Brendan Fraser (* 1968), americký herec[19]
- Anthony Montgomery (* 1971), americký herec a hudebník[20]
- Ken Klee (* 1971), bývalý profesionální americký hokejový obránce, v současnosti hokejový trenér[21]
- John Green (* 1977), americký spisovatel[22]
- Tim McIlrath (* 1978), americký punk rockový hudebník, zpěvák a spoluzakladatel hudební skupiny Rise Against[23]
- Adam Lambert (* 1982), americký zpěvák a textař[24]

## Partnerská města
- Kolín nad Rýnem, Německo
- Monza, Itálie
- Piran, Slovinsko
- Scarborough, Kanada
- Tchaj-pej, Tchaj-wan

## Fotogalerie

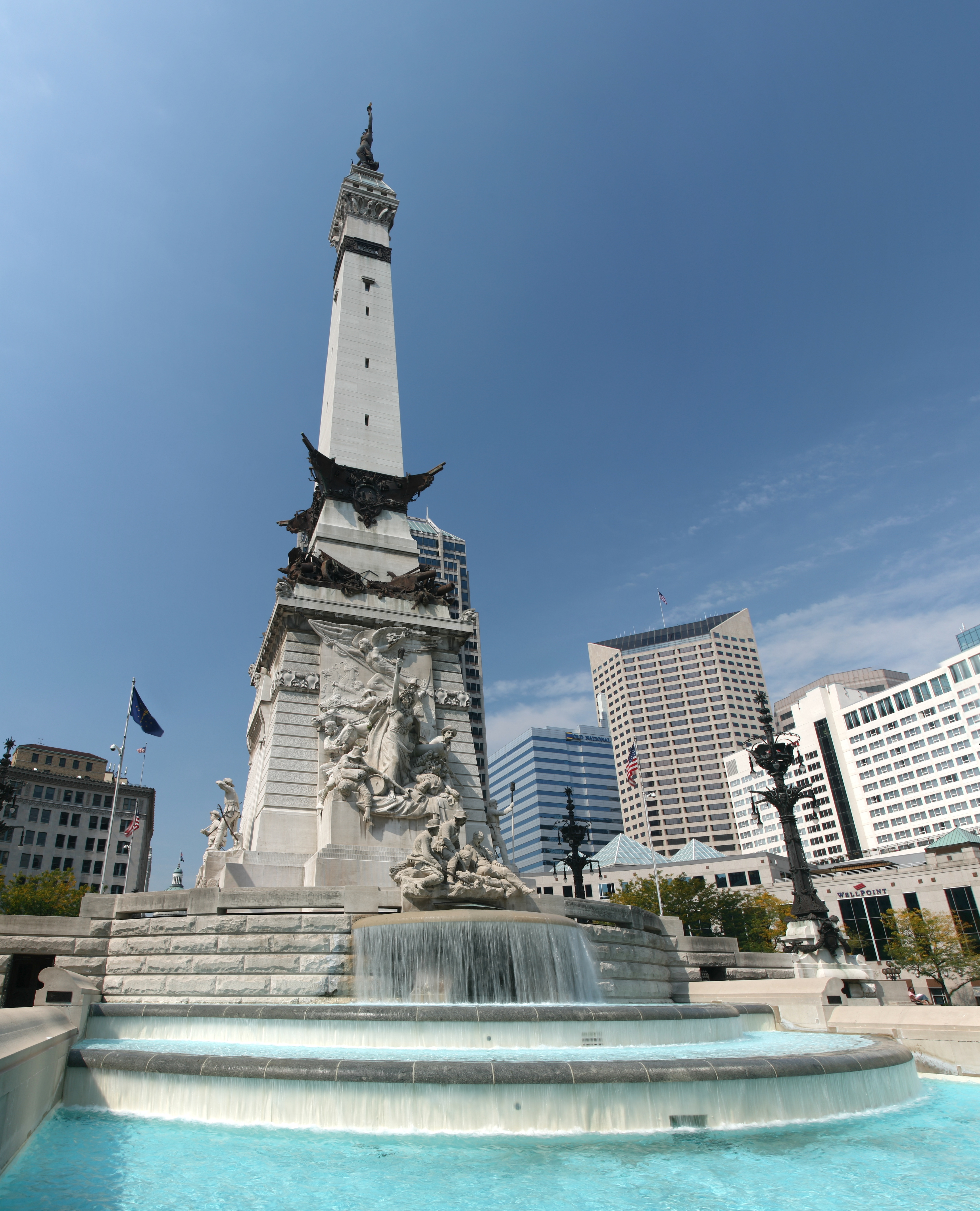
Památník v centru města
Indianapolis canal
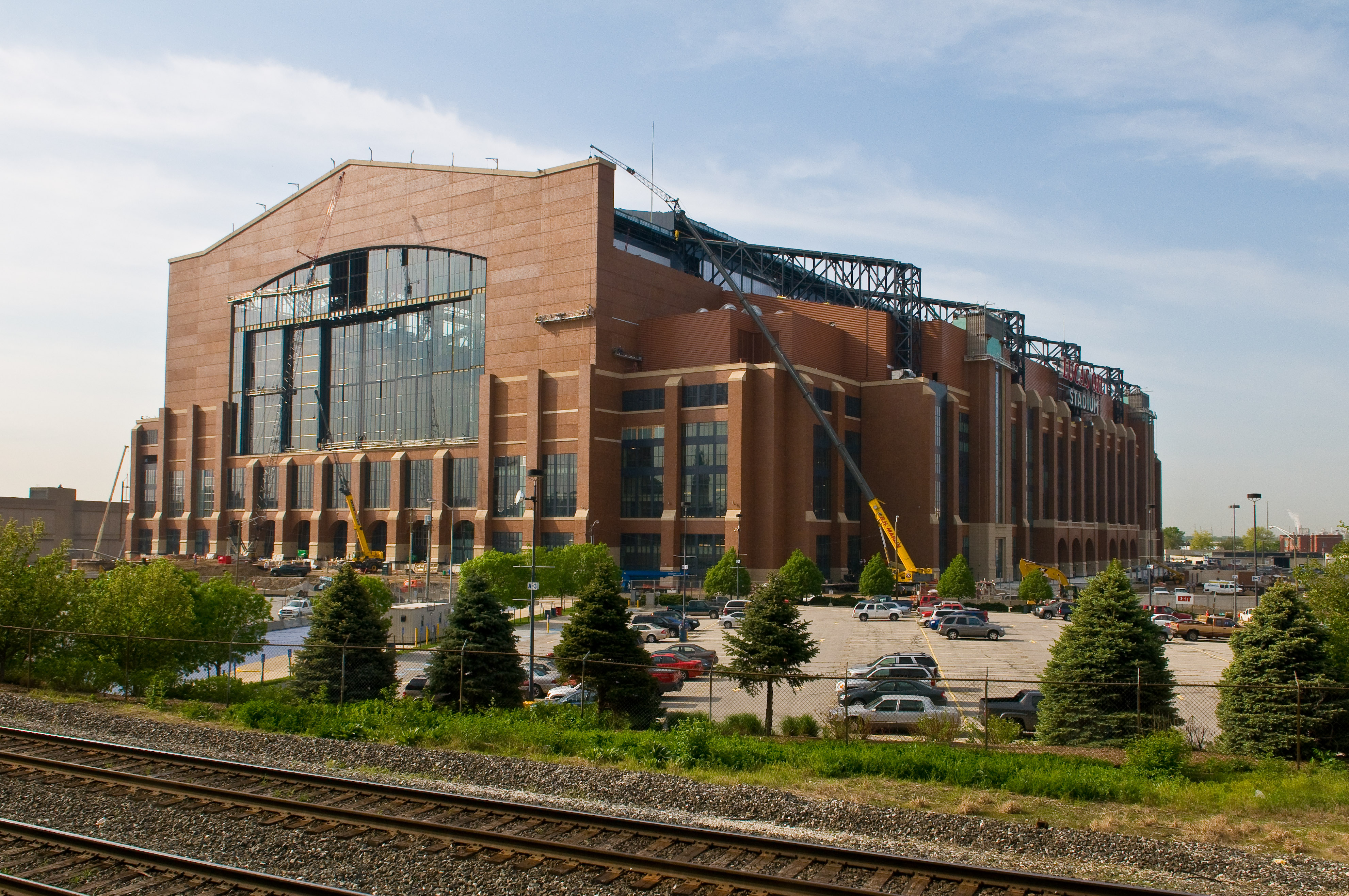
Lucas Oil Stadium
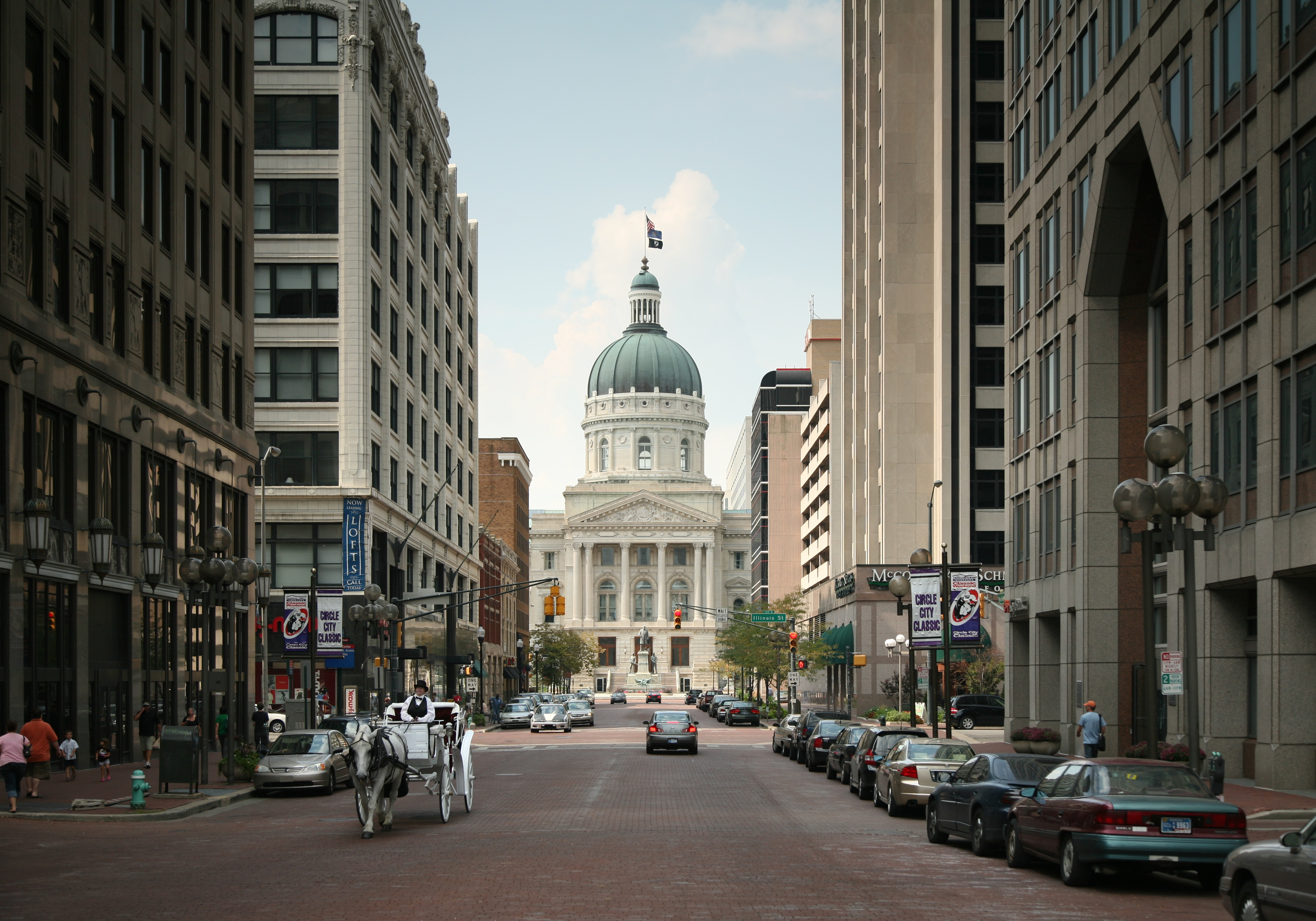
Kapitol
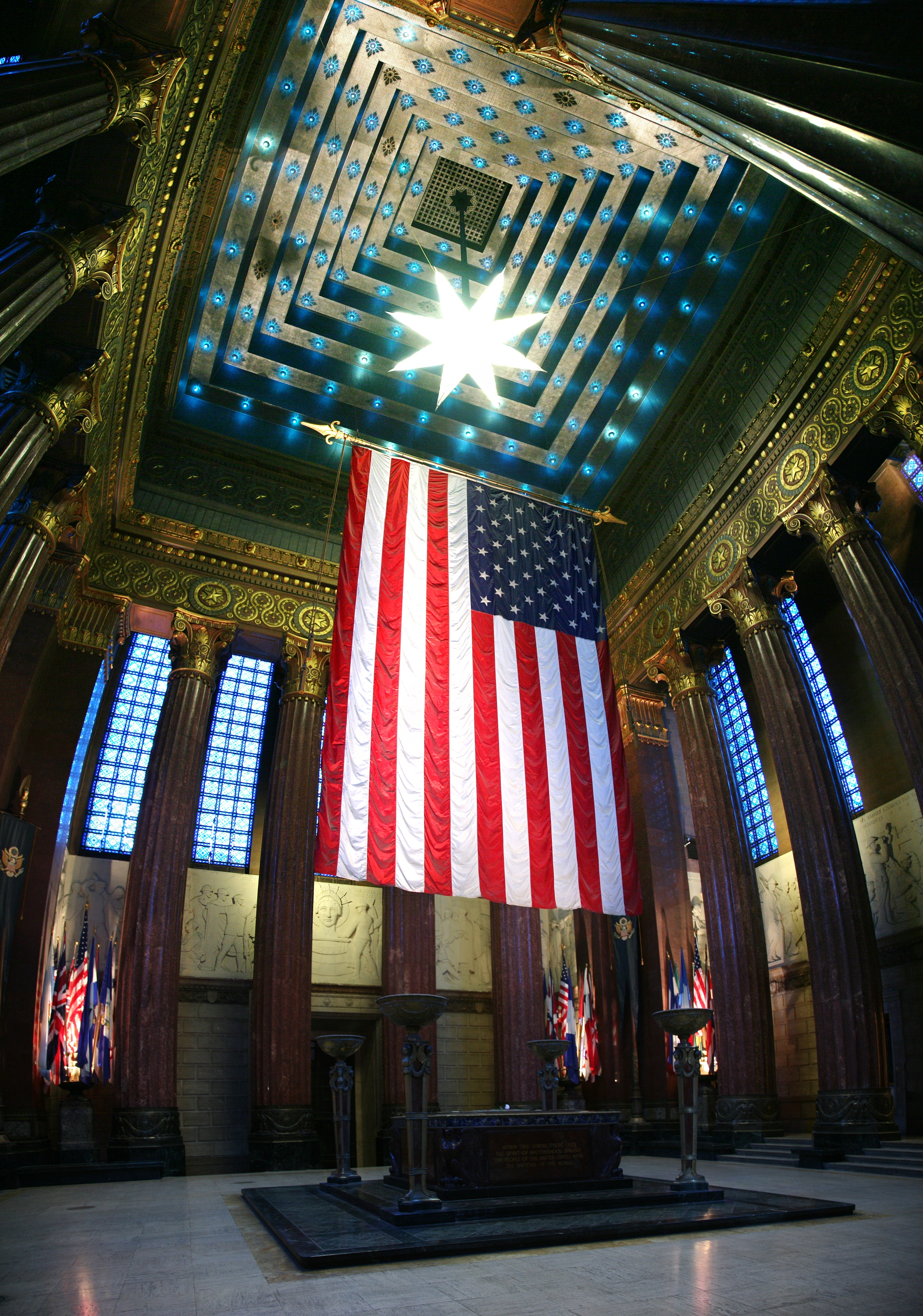
Interiér památníku světové války
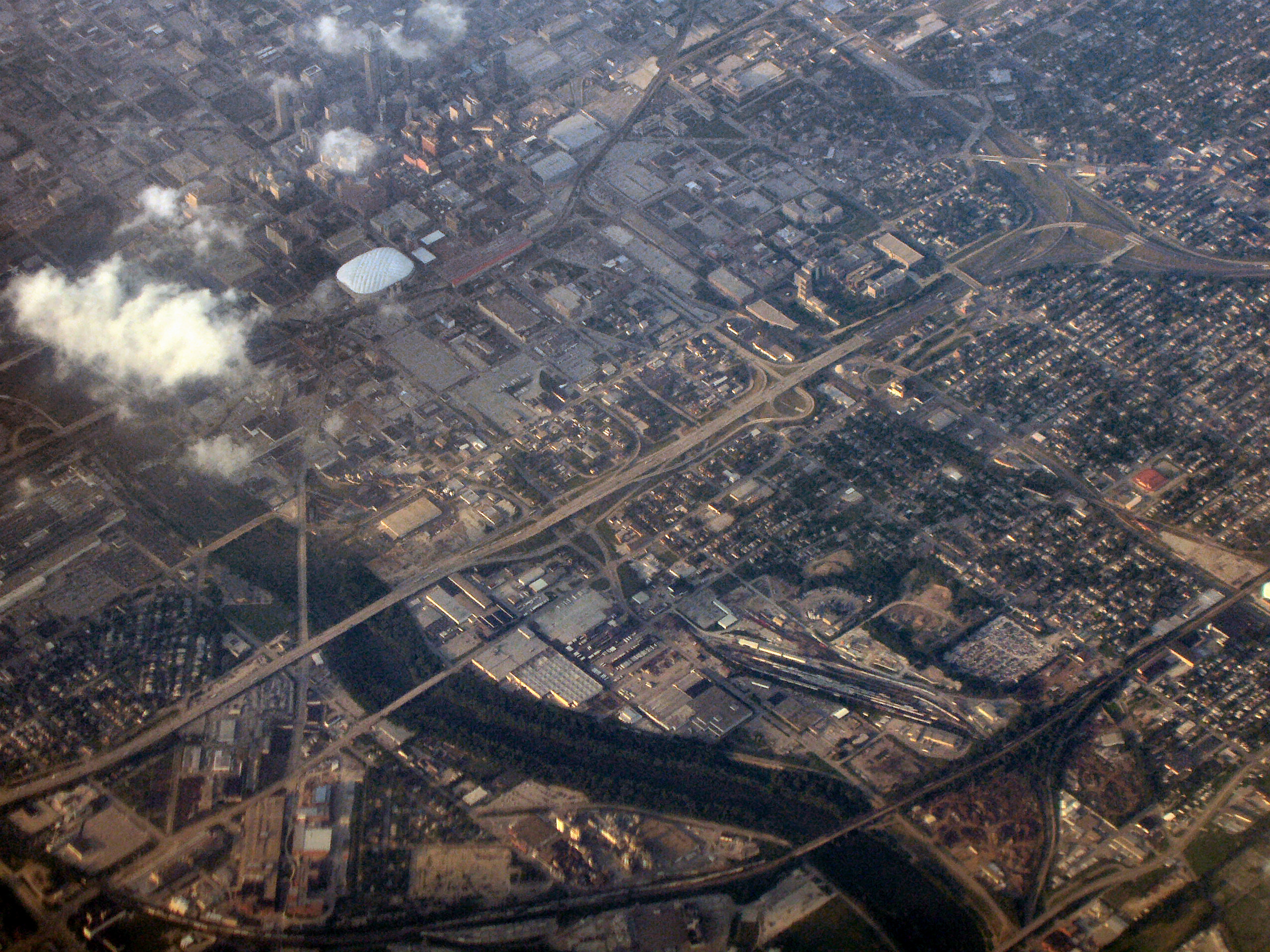
Letecký pohled
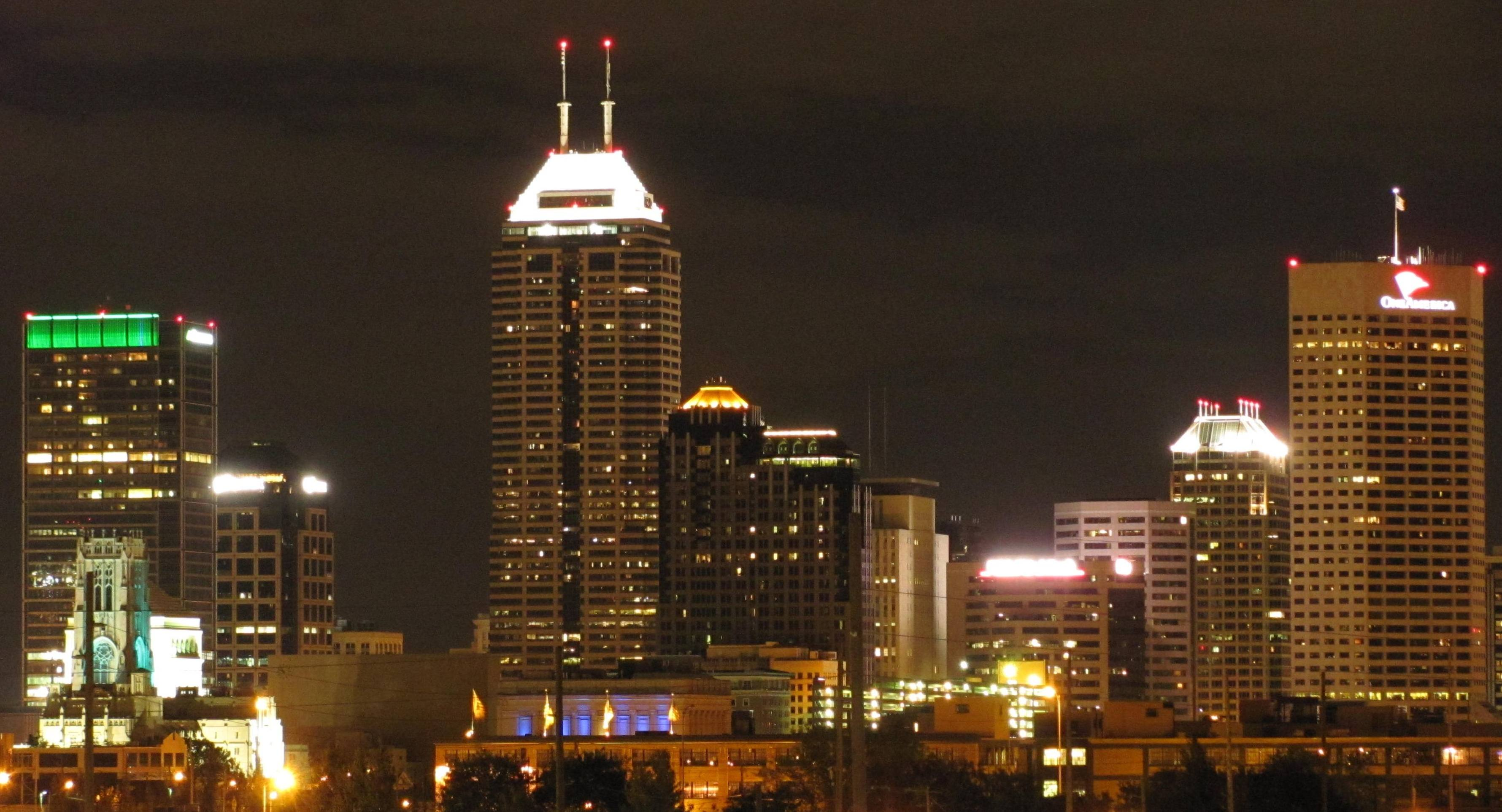
Indianapolis panorama v noci